# Napoleão Xavier do Amarante
Napoleão Xavier do Amarante (Videira, 2 de dezembro de 1939) é um advogado e escritor brasileiro, foi desembargador do Estado de Santa Catarina e presidente do TRE-SC.

## Vida
Filho de Joaquim Amarante e Agueda Ferreira da Silva, bacharelou-se em direito pela Faculdade de Direito da Universidade Federal de Santa Catarina. Atualmente advoga junto a seu irmão Aldemar Gabriel de Amarante.

## Carreira
É titular da cadeira 29 da Academia Catarinense de Letras.

## Algumas publicações
- Comunidade e Desenvolvimento, 1968
- Uma Diretriz para o Desenvolvimento Integrado e Harmônico do Estado, 1975
- Ação do Ministério Público no Processo Eleitoral, 1970
- Ação Fiscal e Massa Falida, 1974
- Origem e Evolução da Administração Indireta no Brasil
- Reengenharia do Judiciário, 1986
- O Poder Judiciário na atual Reforma do Estado, 1998
- Meus Principais Discursos, 2003